# De knook van Azmor
De knook van Azmor is het 105e stripverhaal van Jommeke. De reeks wordt getekend door striptekenaar Jef Nys.

## Verhaal
Op een dag wordt Jommeke achtervolgd door een angstige man. De man spreekt Jommeke aan en geeft hem een groot pakje. Daarin blijkt een knook te zitten, samen met een brief. In die brief staat dat de knook van Azmor is. Azmor is de afgod van de Azmoren die lang geleden verslonden is geweest door vijf uitgehongerde reuzentijgers. De knook blijkt het enige overblijfsel te zijn en is een relikwie. Maar wie de knook steelt, zo staat ook in de brief, zal de vloek van de hele stam over zich heen krijgen.
Daarop zegt Flip dat de knook teruggebracht moet worden naar de stam in Irian Barat. Samen met Filiberke, Pekkie, de Miekes, Choco en Jan Haring gaan Jommeke en Flip naar Irian Barat. Ze slagen, na heel wat moeilijkheden, er toch in de stam te bereiken en de knook te overhandigen aan de Azmoren.